# جيمس بورك (ممثل)
جيمس بورك (بالإنجليزية: James Burke)‏ مواليد 24 سبتمبر 1886 في نيويورك، الولايات المتحدة - الوفاة 23 مايو 1968 في لوس أنجلوس، هو ممثل أمريكي بدأ مسيرته الفنية سنة 1932. امتدت مسيرته الفنية لأكثر من 32 عاما.

## قائمة الأعمال

### الأفلام
- (1934) حدث ذات ليلة
- (1935) روجلز من ريد جاب
- (1935) نداء البرية
- (1937) النهاية الميتة
- (1938) دورية الفجر
- (1938) لا يمكنك أن تأخذها معك
- (1941) الصقر المالطي
- (1951) ها قد أتى العروس

## روابط خارجية
- جيمس بورك على موقع IMDb (الإنجليزية)
- جيمس بورك على موقع روتن توميتوز (الإنجليزية)
- جيمس بورك على موقع أول موفي (الإنجليزية)
- جيمس بورك على موقع قاعدة بيانات الفيلم (الإنجليزية)